# Дечји додатак
Дечји додатак је најзаступљенији облик финансијске помоћи породици са децом. Држава помаже покривање повећаних трошкова живота како би се очувао животни стандард. У неким земљама је дечји додатак везан за запосленост родитеља, а у неким за материјални положај породице. Савремена тенденција је универзализација ове помоћи – прималац је свако дете. Висина додатка се одређује зависно од редоследа и узраста детета. У неким земљама (и код нас) дечји додатак је мера социјалне али и популационе политике. Законом се ближе уређују услови остваривања, висина износа и сл. везано за просечну зараду по запосленом.